# Békés vármegyei 1. sz. országgyűlési egyéni választókerület
A Békés vármegyei 1. sz. országgyűlési egyéni választókerület egyike annak a 106 választókerületnek, amelyre a 2011. évi CCIII. törvény Magyarország területét felosztja, és amelyben a választópolgárok egy-egy országgyűlési képviselőt választhatnak. A választókerület nevének szabványos rövidítése: Békés 01. OEVK. Székhelye: Békéscsaba

## Területe
A választókerület az alábbi településeket foglalja magába:
1. Békéscsaba
2. Csabaszabadi
3. Csorvás
4. Gerendás
5. Kétegyháza
6. Kétsoprony
7. Kondoros
8. Szabadkígyós
9. Telekgerendás
10. Újkígyós

## Országgyűlési képviselője
| Név           | Párt                                         | Párt        | Terminus    | Megjegyzés                                   |
| ------------- | -------------------------------------------- | ----------- | ----------- | -------------------------------------------- |
| Vantara Gyula |                                              | Fidesz-KDNP | 2014 – 2018 | A 2014-es országgyűlési választás eredménye: |
| Herczeg Tamás |                                              | Fidesz-KDNP | 2018 –      | A 2018-as országgyűlési választás eredménye: |
| Herczeg Tamás | A 2022-es országgyűlési választás eredménye: | Fidesz-KDNP | 2018 –      |                                              |

## Demográfiai profilja
| Iskolai végzettség                | Iskolai végzettség               | Iskolai végzettség | Iskolai végzettség | Iskolai végzettség |
| --------------------------------- | -------------------------------- | ------------------ | ------------------ | ------------------ |
|                                   |                                  |                    |                    | fő                 |
| Általános iskolát nem végezte el  | Általános iskolát nem végezte el |                    | 1134               | 1134               |
| Általános iskola                  | Általános iskola                 |                    | 10769              | 10769              |
| Szakmunkás                        | Szakmunkás                       |                    | 15281              | 15281              |
| Érettségi                         | Érettségi                        |                    | 25142              | 25142              |
| Diploma                           | Diploma                          |                    | 13852              | 13852              |
| A 2022. évi népszámlálás szerint. |                                  |                    |                    |                    |

A Békés vármegyei 1. sz. választókerület lakónépessége 2022. október 1-jén 78 480 fő volt. A 2011-es és a 2022-es népszámlálás között 9880 fővel csökkent a választókerület lakosság száma. A választókerületben a korösszetétel alapján a legtöbben a középkorúak élnek 29 228 fővel, míg a legkevesebben a gyermekek 12 302 fővel. A választókerület lakosságának a 82,4%-nál van internet elérési lehetőség.
A legmagasabb befejezett iskolai végzettség szerint az érettségi végzettséggel rendelkezők élnek a legtöbben 25 142 fő, utánuk a következő nagy csoport a szakmunkások 15 281 fővel.
Gazdasági aktivitás szerint a lakosság közel fele foglalkoztatott 38 281 fő, második legjelentősebb csoport az inaktív keresők, akik főleg nyugdíjasok 21 209 fővel.
A választókerület legjelentősebb nemzetiségi csoportja a szlovák 1856 fő, illetve a román 714 fő. Magyar állampolgársággal nem rendelkező külföldi állampolgárok aránya 0,5%.
Vallási összetétel szerint a választókerületben lakók legnagyobb vallása a római katolikus (11 159 fő), valamint jelentős közösség még az evangélikusok (6880 fő). A vallási közösséghez nem tartozók száma szintén jelentős (16 286 fő), a választókerületben a második legnagyobb csoport a római katolikus vallás után.

## Országgyűlési választások
| Párt                             |           | Jelölt            | Szavazatok | %     | ± %   |
| -------------------------------- | --------- | ----------------- | ---------- | ----- | ----- |
| Fidesz-KDNP                      |           | Herczeg Tamás     | 22 920     | 48.27 | 3.57  |
| Egységben Magyarországért        |           | Stummer János     | 19 019     | 40.05 | 11.11 |
| Mi Hazánk                        |           | Gyebnár Dávid     | 3167       | 6.67  | Új    |
| MKKP                             |           | Debreczeni Gergő  | 1142       | 2.40  | 0.69  |
| MEMO                             |           | Szegedi Éva       | 436        | 0.90  | Új    |
| Normális Párt                    |           | Szekerczés András | 391        | 0.82  | Új    |
| Egyéb jelöltek                   |           |                   | 412        | 0.86  | 0.47  |
| Megjelent                        | Megjelent | Megjelent         | 48 255     | 70.42 | 3.86  |
| A Fidesz-KDNP tartja a körzetet. |           |                   |            |       |       |

| Párt                             | Párt                   | Jelölt                 | Szavazatok | %     | ± %   |
| -------------------------------- | ---------------------- | ---------------------- | ---------- | ----- | ----- |
|                                  | Fidesz-KDNP            | Herczeg Tamás          | 22 133     | 44,7  | 3,6   |
|                                  | Jobbik                 | Kocziha Tünde          | 16 366     | 33,06 | 12,3  |
|                                  | DK                     | Nagy-Huszein Tibor     | 5461       | 11,03 | 16,19 |
|                                  | LMP                    | Kovács Katalin Ildikó  | 2610       | 5,27  | 0,72  |
|                                  | Momentum               | Almási István          | 890        | 1,8   | Új    |
|                                  | MKKP                   | Babinszki Péter        | 848        | 1,71  | Új    |
|                                  | Egyéb pártok           |                        | 1158       | 2,43  | 1,33  |
| Megjelent                        | Megjelent              | Megjelent              | 50 454     | 70,51 | 9,39  |
| Választópolgárok száma           | Választópolgárok száma | Választópolgárok száma | 71 557     | 100   | 3,28  |
| A Fidesz-KDNP tartja a körzetet. |                        |                        |            |       |       |

| Párt                                | Párt                   | Jelölt                     | Szavazatok | %     |
| ----------------------------------- | ---------------------- | -------------------------- | ---------- | ----- |
|                                     | Fidesz-KDNP            | Vantara Gyula              | 18 364     | 41,1  |
|                                     | Összefogás             | Miklós Attila              | 12 161     | 27,22 |
|                                     | Jobbik                 | Dr. Dévényi-Dabrowsky Géza | 9273       | 20,76 |
|                                     | LMP                    | Takács Péter               | 2678       | 5,99  |
|                                     | Munkáspárt             | Bánhegyi József            | 433        | 0,97  |
|                                     | Szociáldemokraták      | Kovács Sabrina             | 86         | 0,19  |
|                                     | Egyéb pártok           |                            | 1681       | 3,76  |
| Megjelent                           | Megjelent              | Megjelent                  | 45 177     | 61,12 |
| Választópolgárok száma              | Választópolgárok száma | Választópolgárok száma     | 73 915     | 100   |
| A Fidesz-KDNP nyeri meg a körzetet. |                        |                            |            |       |

## Ellenzéki előválasztás – 2021
| Frakció                             |                 | Jelölő szervezetek             | Jelölt          | Szavazatok | %     |
| ----------------------------------- | --------------- | ------------------------------ | --------------- | ---------- | ----- |
| Jobbik                              |                 | Jobbik, DK, Momentum, LMP, MMM | Stummer János   | 4621       | 77.74 |
| MSZP                                |                 | MSZP, Párbeszéd                | Miklós Attila   | 1323       | 22.26 |
| Összes szavazat                     | Összes szavazat | Összes szavazat                | Összes szavazat | 5944       |       |
| Stummer János nyeri meg a körzetet. |                 |                                |                 |            |       |